# 学霸
学霸是起源于中国大陆的网络流行语，也是一种校园现象。此词用以描述刻苦学习、学识丰富，并在某一领域确实取到优异成绩的人。具备此义的“学霸”一词始流行于2012年（一说2013年）。此后每逢考试季，关乎“学霸”的报道常登上报刊，引发热议；各种有关“学霸”的故事、段子、歌曲亦被热烈讨论，广泛传播。此词可可褒可贬。由此衍生出一批描述学生学习状况的词汇，其中有成体系者。《北青报》调查指，这类词汇业已深刻印象同学间人际交往，部分学生心理压力亦因之而生。对此此稱號，有正面称赞体现学习励志积极者，亦有批评其带戾气、制造隔阂者。
中文世界里的类似流行语还包括波霸、麦霸、球霸等，多带有某种程度的贬义或揶揄意味。

## 词义流变
“学霸”一词，最初完全为贬义。“霸”字过去多指倚仗权势蛮横欺压百姓者，仗势欺人而刁泼无赖的生员被称作学霸。明代小说《二刻拍案惊奇》卷四〈青楼市探人踪 红花场假鬼闹〉中曾出现过此词，其原句为：“其时属下有个学霸廪生，姓张名寅。”而现代汉语中，此词含义较类似于“学阀”，指把持学术话语权者。他们作为学术界中某一领域的专家，凭借自己的学术地位和权势，对同行或非本系统的学术机构、个人予以无根据的打压，破坏学术氛围。在文化大革命期间，很多学术权威被认定为“学霸”而受辱，该词语成为迫害知识精英的手段，从而使此词具有特定的政治迫害意义。然时过境迁，构成彼时“学霸”内涵之社会环境不复存。
2012年（一说2013年），学霸一词开始流行于网络时，基本是一个中性词。它指的是那些刻苦学习、学识丰富，并在某一个领域内确实取到了某些成绩者，即“学界的霸主”。这个词为学生群体——从小学到大学——所使用。与高中生相比，大学生“学霸”的评判标准相对低。此词也有时用于普通学生及网民嘲讽成绩优异者“仅懂得学习，不懂得生活”；亦特指在重大考试前突击学习者。此词有时带有褒扬的意味，有时也有调侃戏谑意味。在后者的情况下，使用此词语者对称呼对象的态度敬畏又稍有不屑，嘲讽还稍带羡慕，于是此词便可褒可贬、时褒时贬、既褒又贬。

## 衍生称谓

图为在一种用语体系中，学霸及其衍生词汇的关系。坐标图分别以学习刻苦程度与分数高低程度作横纵坐标。

圖為在一種用語體系中，學霸及其衍生詞彙的關係。坐標圖分別以學習刻苦程度與分數高低程度作橫縱坐標。

除了“学霸”一词以外，与此等位反义的用以描述学生群体的称谓，还有“学渣”。“渣”，即“渣子”“渣滓”，指物品提出精华后剩下的东西。“学渣”，则意指平日学习不努力，期末考试时才临时抱佛脚的学生群体。此词一般不带有贬义，是学习不理想者对自己的自嘲，以此自称亦成为压力释放的一种方式。而且随着此词的广泛使用，成绩理想者亦以此自谦。但亦存在以“学渣”一词表达蔑视之情的情况。“学霸”“学渣”二词使用频率最高。
除此之外，由“学霸”衍生出的，用来描述处于不同学习水平的学生群体的词汇还有更多，有的还成了体系。在一个版本中，称谓等级从高至低排列乃：学魔、学神（学帝）、学霸、学痞（学屌）、学民、学弱、学渣、学残、学沫、学水。这些称谓分为三层。其中处于“上层”的学魔、学神、学霸成绩优越，但三者之间还存在细微差异。比如学魔指对学习“走火入魔”者；学神则比学霸更胜一筹，且常做相对高难度的练习题却游刃有余；学霸则指不但学习好，课外特长——诸如琴棋书画之类——也多，社交范围又广泛者。“学痞”一词适用的对象“徘徊于学霸与学渣之间”，可能有超越学霸的天赋，但上课只看心情，作业一笔带过；没有学霸执着，亦没学渣颓废；但成绩不错。而学民等词则位列“中层”。其中“学民”佩服“学霸”，想超过学霸并为之努力，而又瞧不起“学渣”；“学弱”长期熬夜，不堪重负身体虚弱。学渣等词位列“下层”。其中，“学渣”处于“半疯癫状态”，刻苦而不得志；“学残”处于“全疯癫状态”，不堪学业重负而“没有人样”；“学沫”并不努力，混日子但盼望不劳而获；“学水”自暴自弃。这个体系在一些同学间已形成“民间共识”，被不断流传，成为同侪间自嘲或调侃内容，不少老师校长亦听过这些说法。
而在另一个体系中，学生按学习水平被分为学霸、学神、学弱、学渣。刻苦而高分者为学霸；不刻苦而高分者为学神；刻苦而低分者为学弱；从不学习又无好成绩者为学渣。其关系可借用坐标系表现，见图。
除以上系列词语之外，还有适用领域较小的“学酥”一词，意思是表面是学霸，“一碰只剩渣”。而继“学酥”等词之后，又出现“学婊”及“学糕”二词。“学婊”意指临考前装作不复习，一考完就崩溃大哭，引得众人安慰，却在之后公布的成绩表上名列前茅的“学霸”。“学糕”清闲又能拿高分。词语“学鬼”表示在某个学科成绩突出。在2014年，微博上又出现“学癌”一词，描述一学习就头痛，贪睡爱玩手机的现象。

## 階級
在2022年的研究指出，由於以考試決定地位的科舉傳統，在中國大陸的校園內，學神的地位最高，學霸次之，學渣又其次，學弱的地位最低。由於多數菁英學生未能意識到社會階級的差異，認為自己的能力出自天賦而非家庭背景和成長環境，由學神和學霸成為社會精英的體系或許將會在未來鞏固和加劇社會的不平等。此外，為了在校園內向上爬升，許多人假裝成自己不用功的樣子，被視為學弱的人拒絕承認自己是學弱，而堅稱自己是學渣，因為學弱的標籤將撤底否認他們有任何天賦和個人價值。

## 词汇影响
自从“学霸”这个词走红后，每逢考试季，有关“学霸”的报道常见诸报刊，引发热议；各种有关“学霸”的故事和段子亦被广泛讨论传播。学生们对此一直有着广泛的讨论，许多同学能从这系列词语中找到自己的定位，并迅速为同学定位，在分类下构成班级学习格局。不少人也在社交网络上表达自己对学霸的“膜拜”，乃至立志成为学霸。2013年底综艺节目《爸爸去哪儿》播出同时，网民重新填词翻唱的《学霸去哪儿》也流行于大学校园。此曲引发了很多学生共鸣，其最后一句歌词被很多学生评价为“直击弱点”。其作者是一位大学生，他亦认为歌曲火热原因之一乃众人对“学霸学渣”的热烈讨论和所引起的共鸣。而在2014年初的各高校期末考试进行过程中，又出现《学渣之歌》，歌词中有一句：“学渣的心酸挫折，学霸肯定不懂得，到头来怎么复习都没用的……”引网民分享。一些高中校园内也流传“愿得一学霸，教我数理化”等语句。随着“学霸”热，网站与学习类手机应用的名称借“学霸”搭车的现象时有发生。
但上海《文汇报》文章显示，许多真正意义上的“学霸”也对此称号无奈。曾有媒体的一项“你想不想变身‘学霸’”的调查结果显示，近四成的受访者不愿被当“学霸”，其原因包括“心理压力大”“影响同学关系”“并不一定适应未来发展”。《北京青年报》记者林艳称其调查发现，被学生们使用的“学习外号”，不仅字眼上有微妙差异，事实上亦已深刻影响同学间人际交往。“学民”作为班级内的中间力量，对“学霸”崇拜，却看不起“学渣”；包括学霸在内的“上层”学生，虽被別人崇拜，但亦因此倍感压力。还称北京某中学一位“学霸”因一次失手，从年级前十名跌至第三十，为之难过良久；而同城另一中学一女生“虽然学习一丝不苟”，惟排名仍靠后成为“学渣”，每逢课间遂独自做功课而从不与人交流，除非必要之事。

## 分析评价

### 现象肇因
对于“学霸”这一称谓及相关现象的分析，集美大学社会学副教授巨东红认为这是一种从内心中对自身不努力学习之状态合理化解释的自我安慰，但大部分学生仍可以把握自己的基本底线。巨东红还认为，此乃泛娱乐化的现象，亦为同侪间的调侃与自娱。所谓“学渣”在自嘲中或许不甘心，但也相对轻松；因为既然已为学渣，那么不优秀亦无大压力。这也是此时期一代人所特有的处理表达压力方式，是社会氛围培养出的能力。上海《文汇报》黄纯一撰文称，这类成体系的词汇是“黑色幽默”，是“自嘲式的流行表达”。
人民网线教平认为此现象乃标签效应，“标签”可定性导向，对一个人个性意识的自我认同影响强烈，且无论好坏，从而使学生自觉或不自觉向划定的类别趋同，限制心理自然成长过程；若一个人被反复称为“学渣”等等，会导致自我怀疑，失去交往热情与进步动力。同济大学柳珊认为，“学霸”及“学渣”等词出现的背后原因或许是语言环境，而不在于校园文化。依其观点，汉字本身应传统而严肃，但在“键盘时代”使用拼音输入法常得到“令人匪夷所思的”词语搭配，该类词汇就有成为校园流行词汇的机会。

### 正反评价
对此现象，存在正面评价。期刊《语文建设》文章认为对“学霸”向往的种种好学尚学、将学习融入日常生活的“可喜现象”体现，“学霸”成为此时期学子心中楷模，具正能量。
《光明日报》陈雪认为学生以成为“学霸”为荣是可喜的事，称“学霸”是励志标签，激励青年找寻梦想；并认为此为对拼爹心态与读书无用论的强力反驳。
同济大学传播与艺术学院教授柳珊的看法是，需要“学霸”这样的“精神领袖”类角色正面引领校园风气，改变“平庸的时代”下人们不愿承认他人比自己优秀、不愿送他人掌声、见不得人好的心态。
但对此现象亦有负面评价。人民网线教平根据上文提及的“你想不想变身‘学霸’”调查结果，得出结论称：这样的心理包袱令部分人只愿做稳中求进的普通人，而不愿拼命维持他人眼中形象；且由此类称呼带来的标签效应会导致评价不高者自我怀疑，失去交往热情与进步动力。
中国教育科学研究院教育理论研究中心博士郭元婕称，在单一教育评价体系下，失败者皆为“学民”“学渣”，令人难过；并表示若有可培养每个人的优势的好的教育体系，则不会有此类称呼。
南京师范大学新闻与传播学院副教授刘继忠认为，媒体报道学霸事迹本意应为激励他人，有些媒体却抱着“羡慕嫉妒恨”的心态，把报道焦点集中在“让记者吓了一跳”的成绩，以建构的“学霸”故事遮蔽学生发展的具体背景。这样做会让“学霸”被看做不可攀的群体，在学生群体中人为制造隔阂，令家长忽略学生个性发展。
中国人民大学中文系副教授杨庆祥认为“学霸”一词带有戾气，和“学渣”一样反映了一种缺乏自我认知的群体性心理；并认为这类词语构造的校园等级体系会给学生带来幻觉。华东师范大学心理系教授李晓文认为，“学霸”这样的标签带着急功近利的味道，反映人们缺乏改变生活状态方法的现象。
2013年12月走红网络，被冠以“复旦学霸”等称号的复旦大学学生张安琪亦表示脚踏实地的学习比“拜神”更有价值。

### 对待之道
关于对待“学霸”这一称谓的方法，接受《北京青年报》采访的教育从业者认为此类“玩笑”若为放松式调侃而无伤害，就无控制之必要；若以此为外号予侪辈以攻击，则为不尊重之举动；应“引导学生间互相尊重”。
曾于2012年接受《成都晚报》记者采访的一位“成都学霸”认为，对学霸可以不赞同其学习生活方式，但不应冷嘲热讽其认真学习。《中国教育报》刊登文章认为人们不可急于给“学霸”贴应试教育标签，称这是由于一些学校应试氛围浓烈给人留下的印象；此外也认为要对宣传“学霸”学习刻苦这样“结果导向式的夸赞”持慎重的态度。

### 可学之处
而关于应该向“学霸”学习的是什么，新华网教育频道文章认为应向“学霸”学习的不是成绩，而是对待学习与人生的态度。河北新闻网认为“学霸”在大学并不多反而稀缺，因为很多曾在高考前悬梁刺股的学生进了大学后，“睡觉睡到自然醒，游戏玩到手抽筋，与图书馆、自习室渐行渐远”，故应向“学霸”学习自我管理能力及刻苦精神。《金陵晚报》认为空谈理论弱于实践的，以及学习带有功利性的学霸不值得学习。

## 条目注释
1. ↑  但同济大学传播与艺术学院教授柳珊认为，此词出现的背后原因或许并不在于校园文化，而是互联网时代下的语言环境[3]。相关论述见“分析评价”段落。
2. ↑  段子，指具有某种特殊意味或内涵的一段话、一段短文等[9]。
3. ↑  《沈阳晚报》对此释义介绍时，举了此例：例如爱迪生以及詹姆斯·瓦特二位发明家，都曾经靠着自己彼时之地位，压制后进的新发明之推广[4]。列此以供参考。
4. ↑  对于高中“学霸”评判标准高于大学的现象，集美大学社会学副教授巨东红的观点是：因为大学评判标准多元，不再像高中那般注重成绩，所以评价标准有所降低，但不包括想考研或离开中国发展的人[20]。
5. ↑  神马，中國大陸網路用語，即“什么”[36]。

## 延伸阅读
- 于琴. . 语文建设 (语言文字报刊社). 2014, (10)  [2015-01-30]. ISSN 1001-8476. （原始内容存档于2015-01-30）.
- 雨羽. . 中学生阅读：上半月 (郑州: 河南省教育厅 河南省教育委员会). 2014, (5)  [2015-01-30]. ISSN 1003-2207. （原始内容存档于2015-01-30）.
- . 新作文（校园文学） (山西太原: 新作文(校园文学)杂志编辑部). 2014, (12)  [2015-01-30]. ISSN 1009-9433. doi:10.3969/j.issn.1009-9433.2014.06.006. （原始内容存档于2015-01-30）.
- 黄纯一. . 上海文汇报社 (文汇报). 2014-02-06  [2015-01-30]. （原始内容存档于2015-01-30）.
- . 海峡都市报 (闽南网). 2014-10-25  [2015-01-30]. （原始内容存档于2015-01-30）.